# Abraham-Louis Perrelet
Abraham-Louis Perrelet, född 1729, död 1826, var en schweizisk urmakare, grundaren av klockmärket Perrelet och skaparen av det första automatiska urverket.
Det sägs att Perrelet tillverkade sin sista klocka vid 96 års ålder. Sonsonen Louis-Frédéric Perrelet, även han urmakare, tog över företaget efter hans död.